# Арта Доброші
Арта Доброші (англ. Arta Dobroshi; нар. 2 жовтня 1980 року) — косовсько-албанська акторка, продюсерка та активістка сербсько-хорватського походження.

## Біографія
Арта Доброші народилася 2 жовтня 1980 року (за іншими джерелами — 1979) у місті Приштина. Виросла та навчалася у Косово, займалася на драматичних курсах.
У 15 років відвідала США за програмою студентського обміну. Через 2 роки повернулася і протягом наступних 4 років вивчала акторську майстерність в Академії мистецтв. Періодично грає у театрі.
Під час військових дій у Косово перебувала в Північній Македонії, де допомагала створити табір біженців для Міжнародного медичного корпусу. У 2000 році працювала перекладачем у НАТО.
Арта Доброші стала першою уродженкою Косово, хто удостоївся честі пройти у Каннах по червоній доріжці.
Доброші говорить 4 мовами: албанською, англійською, французькою, і може зрозуміти македонську.

## Фільмографія
- 2005 — «Магічне око» (Віола) («Syri magjik»; Viola)[10] — дебют у кіно
- 2008 — «Горе пані Шнейдер» (Емма) («Smutek paní Snajdrové»; Ema)[11]
- 2008 — «Мовчання Лорни» (Лорна) («Le silence de Lorna»; Lorna)[12][13] — фільм приніс популярність
- 2010 — «Дитя» (Сара) («Baby»; Sara) — короткометражка
- 2011 — «Пізні квіти» (Майя) («Late Bloomers»; Maya)[14]
- 2012 — «Три світи» (Віра) («Trois mondes»; Vera)[15]
- 2014 — «Обережно, обережно» (Анна) («Gently, Gently»; Anna)[16] — короткометражка

## Номінації та нагороди
У 2008 році за фільм «Мовчання Лорни» Арта Доброші номінована на премію Європейської кіноакадемії, а у 2009 році на Toronto Film Critics Association Awards потрапила у номінацію «Найкраща акторка».